# La cabeza del Bautista
La cabeza del Bautista es una obra de teatro escrita por Ramón María del Valle-Inclán.

## Argumento
Don Igi, amante de La Pepona y propietario de una sala de billares, se enfrenta duramente en un ajuste de cuentas con el Jándalo. Éste es hijo de Baldomerita, la esposa fallecida de Don Igi, y Jándalo lo chantajea para no sacar a la luz la turbia muerte de su madre. Pepona convence a Don Igi para que acabe con la vida de Jándole. Ambos acuerdan que ella lo seduzca y aprovechando la distracción, él lo apuñalará hasta la muerte. Pero cuando se perpetra la acción, la Pepona cae rendida de amor por el moribundo, al que besa ya cadáver.

## Personajes
- Don Igi el Indiano
- La Pepona
- El Jándalo
- Valerio el Pajarito
- El Barbero
- El Sastre
- El enano de Salnés

## Publicaciones y representaciones
La obra se publicó en La Novela Semanal el 22 de marzo de 1924 y se estrenó el 17 de octubre del mismo año en el Teatro Centro de Madrid, por la Compañía de Enrique López Alarcón, con Juana Gil Andrés, y en Barcelona el 25 de marzo de 1925, con dirección de Cipriano Rivas Cherif e interpretación de Mimi Aguglia y Alfredo Gómez de la Vega.
Dos años más tarde, el autor la incluyó en la recopilación Retablo de la avaricia, la lujuria y la muerte.
En 1967 se representó en el Teatro María Guerrero, de Madrid, junto a La rosa de papel y La enamorada del rey, con dirección de José Luis Alonso Mañés e interpretación de Antonio Ferrandis, Julia Trujillo, Manuel Gallardo y Florinda Chico.
El 28 de abril de 1968 se emitió en el espacio de Televisión española Hora once, con los siguientes intérpretes: José Luis Pellicena, José María Caffarel, Valentín Conde y Susana Mara.
Ese mismo año, Manuel Revuelta realizó una versión cinematográfica con formato de cortometraje, protagonizada por Antonio Carrasco, Carmen Lozano, Erasmo Pascual, Miguel Buñuel Tallada y Pepe Ruiz.
En 1995 fue José Luis Gómez quien puso la función en escena, en gira por España finalizando en el Teatro de La Abadía de Madrid, junto a tres de las otras cuatro piezas que componen el Retablo de la avaricia, la lujuria y la muerte, con Pedro Casablanc (El Jándalo), Rafael Salama - sustituido luego por Pepe Viyuela - (Don Igi), Ester Bellver (La Pepona) y  Carmen Machi.
Finalmente, se volvió a representar en 2009, junto a Ligazón y La rosa de papel en el Teatro Valle-Inclán del Centro Dramático Nacional, con dirección de Alfredo Sanzol e interpretación de Juan Codina, Lucía Quintana y Juan Antonio Lumbreras.